# Brian Lozano
Brian Lozano (Montevideo, 23 februari 1994) is een Uruguayaans voetballer die doorgaans als vleugelspeler speelt. Hij verruilde Defensor Sporting in januari 2016 voor Club América. Lozano debuteerde in 2015 in het Uruguayaans voetbalelftal.

## Clubcarrière
Lozano is afkomstig uit de jeugd van Defensor Sporting. Op 6 september 2014 debuteerde hij in de Uruguayaanse Primera División, tegen Peñarol. Vijftien dagen later maakte de vleugelspeler zijn eerste treffer tegen Juventud. In zijn eerste seizoen maakte hij vier treffers in vijfentwintig competitiewedstrijden. Op 13 augustus 2015 debuteerde Lozano in de Copa Sudamericana tegen Club Bolívar.

## Interlandcarrière
Op 5 september 2015 debuteerde Lozano voor Uruguay in de vriendschappelijke interland tegen Panama. Hij viel na 74 minuten in voor Diego Rolán. Vier dagen later viel hij opnieuw in tegen Costa Rica.